# Weichselbrücke bei Kwidzyn
Die Weichselbrücke bei Kwidzyn ist eine Straßenbrücke, die die Landesstraße 90 bei Kwidzyn (Marienwerder) in der polnischen Woiwodschaft Pommern über die Weichsel führt.
Die von September 2009 bis Juli 2013 erbaute Brücke steht 34,2 km unterhalb der Weichselbrücke Grudziądz und 35,6 km oberhalb der Weichselbrücke Knybawa bei Tczew (Dirschau) und halbiert damit den bis dahin längsten brückenlosen Abschnitt der Weichsel, wenn man von der zwischen 1909 und 1928 bestehenden Brücke zwischen Marienwerder und Münsterwalde (Opalenie) absieht.
Die 808,4 m lange Weichselbrücke bei Kwidzyn ist gegenwärtig die längste Extradosed-Brücke in Europa. Ihre Pfeilerachsabstände sind 70 + 130 + 204 + 204 + 130 + 70 m. Dazu kommt eine westliche Rampenbrücke von 1058,8 m Länge, so dass das Brückenbauwerk insgesamt 1867,2 m lang ist.
Die Brücke ist 15,9 m breit, aufgeteilt in eine 9,0 m breite Fahrbahn (2 Fahrstreifen à 3,5 m und 2 Sicherheitsstreifen à 1,0 m) sowie einem auf der nördlichen Seite verlaufenden 4,6 m breiten Streifen für einen Geh- und Radweg, die Leitplanken und die Spannkabel und auf der anderen Seite einen entsprechenden 2,3 m breiten Streifen mit einem schmalen Inspektionsweg.
Der Fahrbahnträger ist ein durchlaufender 3-zelliger Spannbeton-Hohlkasten mit einer gleichbleibenden Bauhöhe von 3,5 m. Die 3 schräg nach außen stehenden Pylonpaare überragen die Fahrbahn um 17,2 m. Sie sind entlang der Brücke 3,0 m breit. Quer zur Brücke nimmt ihre Breite von 2,2 m bei der Fahrbahn ab auf 1,8 m an der Spitze. Jeweils 9 Spannkabel sind zwischen den Pylonen und dem Fahrbahnträger verankert, insgesamt also 108 Kabel, die, ebenso wie das seitliche Profil des Fahrbahnträgers, in leuchten roter Farbe gehalten sind.
Der mittlere Strompfeiler ist durch Schiffsabweiser vor dem Anprall von Schiffen geschützt.